# Khatmiyya
La khatmiyya o mirghaniyya fou una confraria o tariqa de dervixos fundada per Muhàmmad Uthman al-Mirghaní, que agafa el seu nom més popular perquè el seu fundador pretenia ser el segell (khatm) de totes les confraries.

## Història
Muhàmmad es va establir a la Meca al segle xviii i fou enviat pel xeic Àhmad ibn Idris al-Fassí a predicar a Egipte i al Sudan oriental (1817), sent ben rebut a Núbia i Dongola, però rebutjat al regne Funj. Àhmad fou després exiliat a Sabya, a la regió d'Asir, i Muhàmmad el va seguir i va restar a aquesta regió fins que Àhmad va morir el 1836, i llavors va tornar a la Meca.
Va rivalitzar amb un altre deixeble d'Àhmad, Muhàmmad ibn Alí as-Sanussí (1791-1859), fundador de la confraria sanusiyya, i amb Ibrahim ar-Raixid, fundador de la confraria raixidiyya (mort el 1874). Muhàmmad Uthman va aconseguir prou suport a la Meca per desenvolupar la seva pròpia regla; diversos fills van fundar nuclis de la confraria a Aràbia del sud, Egipte, Sudan i l'Índia.
Muhàmmad Uthman va morir el 1851 a Taif i el va succeir el seu fill gran Muhàmmad al-Khàtim però va morir poc després; un altre fill, al-Hàssan (mort el 1869), establert a Kassala, hi va fundar la vila de Khatmiyya, que fou el principal establiment de la confraria, i fou succeït pel seu fill Muhàmmad Uthman as-Saghir (mort el 1886). Quan Muhàmmad Àhmad es va proclamar mahdí al Sudan, la confraria se li va oposar i va organitzar la resistència dels Banu Àmir, els xukriyya i altres tribus del Sudan oriental, fins que el 1885 Uthman Dikna va conquerir Kassala i va posar fi a la resistència.
El 1898, amb el retorn dels anglesos i els egipcis, es va intentar restablir el poder de la confraria i es van cercar els altres dos fills de Muhàmmad Uthman: Àhmad i Alí. El primer va dirigir el grup fins a la seva mort el 1928 i després Alí va quedar com a cap únic. Però la seva influència va començar a declinar, ja que durant la I Guerra Mundial el govern britànic havia reconegut el fill del mahdí, Abd-ar-Rahman ibn Muhàmmad, com a cap de la confraria de la mahdiyya i aquesta va començar a disputar terreny a la khatmiyya i després de la II Guerra Mundial, la mahdiyya ja era capaç de plantar cara. A les eleccions del 1953 el Partit Nacional Unionista, amb suport de la khatmiyya, va vèncer amb suport de la mahdiyya.

## Caps de la confraria
- sàyyid Muhàmmad Uthman al-Mirghaní + 1851
- Muhàmmad al-Khàtim al-Mirghaní 1851-1853
- al-Hàssan Muhàmmad al-Mirghaní 1853-1869
- Muhàmmad Uthman as-Saghir 1869-1886
- somini de la mahdiyya 1886-1899
  - Mahjub Hàssan as-Saghir 1886-1899
- control britànic 1899-1916 (confraries prohibides)
- sàyyid Àhmad al-Mirghaní 1916-1928
- sàyyid Alí al-Mirghaní 1928-1968
- sàyyid Àhmad Alí al-Mirghaní 1968-2008
- sàyyid Muhàmmad Uthman al-Mirghaní 2008-